# James Hunt
James Simon Wallis Hunt ou apenas James Hunt (Belmont, 29 de agosto de 1947 – Wimbledon, 15 de junho de 1993), foi um piloto de Fórmula 1 britânico que nasceu na Inglaterra. Campeão mundial em 1976 derrotando o austríaco Niki Lauda, é o 5º colocado no Ranking da McLaren com 9 vitórias e teve como grandes adversários Emerson Fittipaldi (do Brasil) e Lauda, sendo considerado até hoje como o último piloto "romântico" da Fórmula 1. Uma foto clássica da Fórmula 1 mostra Hunt sentado em um carro com uma lata de cerveja em uma mão e um cigarro na outra, tendo uma linda garota ao seu lado. Esta foi a síntese do que foi James Hunt para a história da F1.
Hunt também é lembrado pelo seu ato de heroísmo no acidente em que morreu Ronnie Peterson, quando retirou o piloto sueco do carro ainda em chamas. É importante salientar que na metade do campeonato de 1976, Hunt tinha apenas 28 pontos e Lauda 52 (sem contar os descartes, conforme o Sistema de pontuação da Fórmula 1 da época). O acidente de Lauda em Nürburgring ajudou, deixando o austríaco fora de duas provas e com o desempenho abaixo do normal até o fim da temporada, mas é inegável o bom desempenho de Hunt, que vencendo 6 provas naquele ano, tornou-se campeão mundial.
Depois de deixar as pistas, Hunt tornou-se comentarista da televisão britânica ao lado de Murray Walker, este que era o principal comentarista da TV britânica desde 1978. Durante a transmissão do Grande Prêmio do Japão de 1988, Hunt fez o seguinte comentário sobre Ayrton Senna, que estava na liderança da corrida debaixo de chuva: "A não ser que haja uma interferência de Deus, estamos olhando o novo campeão mundial". Hunt, então, passou a ser lembrado constantemente por essa declaração.
Hunt morreu em 15 de junho de 1993 com 45 anos de idade, de ataque cardíaco em sua casa em Wimbledon, poucas horas depois de propor casamento a Helen Dyson.
Em 2013, o filme Rush conta a história do campeonato mundial de 1976 e a disputa do título entre Niki Lauda e James Hunt, que é interpretado pelo ator australiano Chris Hemsworth.
Foi apelidado de "Superstar" ainda quando corria de Fórmula 3 por Alexsander Hesketh, velho compatriota de Hunt e fundador da Hesketh Racing.

## Juventude
Hunt nasceu em Belmont, Surrey, o segundo filho de Wallis Glynn Gunthorpe Hunt (1922-2001), um corretor da bolsa, e Susan (Sue) Noel Wentworth (nascida Davis) Hunt. Ele tinha uma irmã mais velha, Sally, três irmãos mais novos, Peter, Timothy e David, e uma irmã mais nova, Georgina. Wallis Hunt descendia por parte de mãe do industrial e político Sir William Jackson, 1º Baronete.  
A família de Hunt morava em um apartamento em Cheam, Surrey, mudou-se para Sutton quando ele tinha 11 anos e depois para uma casa maior em Belmont. Ele frequentou a Westerleigh Preparatory School, St Leonards-on-Sea Sussex e mais tarde Wellington College.
Hunt primeiro aprendeu a dirigir um trator em uma fazenda em Pembrokeshire, País de Gales, durante as férias em família, com instruções do proprietário da fazenda, mas ele achou que mudar de marcha era frustrante porque não tinha a força necessária. Hunt passou no teste de direção uma semana após seu aniversário de dezessete anos, momento em que disse que sua vida "realmente começou". Ele também começou a esquiar em 1965 na Escócia e fez planos para novas viagens de esqui. Antes de seu aniversário de dezoito anos, ele foi à casa de Chris Ridge, seu parceiro de duplas no tênis. O irmão de Ridge, Simon, que competiu com Minis, estava preparando seu carro para uma corrida em Silverstone naquele fim de semana. The Ridges levou Hunt para ver a corrida, que deu início à sua obsessão pelo automobilismo.

## Início da carreira

### Minicorrida
A carreira de Hunt nas corridas começou em um Mini de corrida. Ele entrou pela primeira vez em uma corrida no circuito Snetterton em Norfolk, mas os escrutinadores da corrida o impediram de competir, considerando que o Mini tinha muitas irregularidades, o que deixou Hunt e seu companheiro de equipe, Justin Fry, chateados. Mais tarde, Hunt conseguiu o financiamento necessário trabalhando como gerente estagiário de uma companhia telefônica para participar de três eventos. Neste ponto Fry tomou a decisão de se separar da equipe, devido às irregularidades e modificações que estavam acontecendo nos carros que usavam.

### Fórmula Ford
Hunt graduou-se na Fórmula Ford em 1968. Ele dirigia um carro Russell-Alexis Mark 14 comprado por meio de um esquema de locação. Em sua primeira corrida em Snetterton, Hunt havia perdido 15 cv de um ajuste incorreto da ignição do motor, mas conseguiu terminar em quinto. Hunt conquistou sua primeira vitória em Lydden Hill e também estabeleceu o recorde de volta no curto-circuito de Brands Hatch.

### Fórmula 3
Em 1969, Hunt correu na Fórmula 3 com um orçamento fornecido por Gowrings de Reading, que comprou um Merlyn Mark 11A. Gowrings pretendia correr o carro nas duas últimas corridas de 1968. Hunt venceu várias corridas e alcançou resultados regulares em altas posições, o que levou a British Guild of Motoring Writers dando a ele um Grovewood Award como um dos três pilotos julgados ter carreiras promissoras.
Hunt se envolveu em um incidente polêmico com Dave Morgan durante uma batalha pela segunda posição na corrida do Troféu Diário Express da Fórmula Três em Crystal Palace em 3 de outubro de 1970. Tendo batido as rodas anteriormente em uma corrida disputada muito acirrada, Morgan tentou ultrapassar Hunt no fora de South Tower Corner na volta final, mas em vez disso, os carros colidiram e bateram fora da corrida. O carro de Hunt parou no meio da pista, sem duas rodas. Hunt saltou, correu até Morgan e empurrou-o furiosamente para o chão, que lhe rendeu severa reprovação oficial. Ambos os homens foram convocados pelo RACe depois de ouvir as evidências de outros pilotos, Hunt foi inocentado por um tribunal e Morgan recebeu uma suspensão de 12 meses de sua licença de corrida, mas foi posteriormente autorizado a progredir para a Fórmula Atlantic em 1971. Hunt mais tarde se encontrou com John Hogan e piloto de corrida Gerry Birrell para obter patrocínio da Coca-Cola.
A carreira de Hunt continuou na equipe de trabalho de março de 1972. Sua primeira corrida em Mallory Park o viu terminar em terceiro, mas ele foi informado pelos oficiais da corrida que ele havia sido excluído dos resultados, pois seu motor foi considerado fora dos regulamentos. O carro, no entanto, passou nos testes nas duas corridas seguintes em Brands Hatch. Nessas corridas, Hunt terminou em quarto e quinto lugar, respectivamente. Ele colidiu com dois carros em Oulton Park, mas terminou em terceiro em Mallory Park após um longo duelo com Roger Williamson. Os carros não apareceram em Zandvoort, mas Hunt ainda compareceu à corrida como espectador.
Em maio de 1972, foi anunciado pela equipe que ele havia sido retirado da equipe STP-March Fórmula 3 e substituído por Jochen Mass. Quando Hunt tentou entrar em contato com March, não obteve resposta de seus empregadores. Hunt decidiu consultar Chris Marshall, seu ex-gerente de equipe, que explicou que um carro sobressalente estava disponível. Isso se seguiu a um período caracterizado por uma série de falhas mecânicas. Hunt decidiu, contra as instruções expressas do diretor de março Max Mosley, correr em Mônaco em março com uma equipe diferente. Este havia sido desocupado pelo piloto Jean-Claude Alzerat, depois que o próprio March de Hunt quebrou pela primeira vez e foi atingido por outro competidor em uma volta de treino.

## Carreira na Fórmula 1

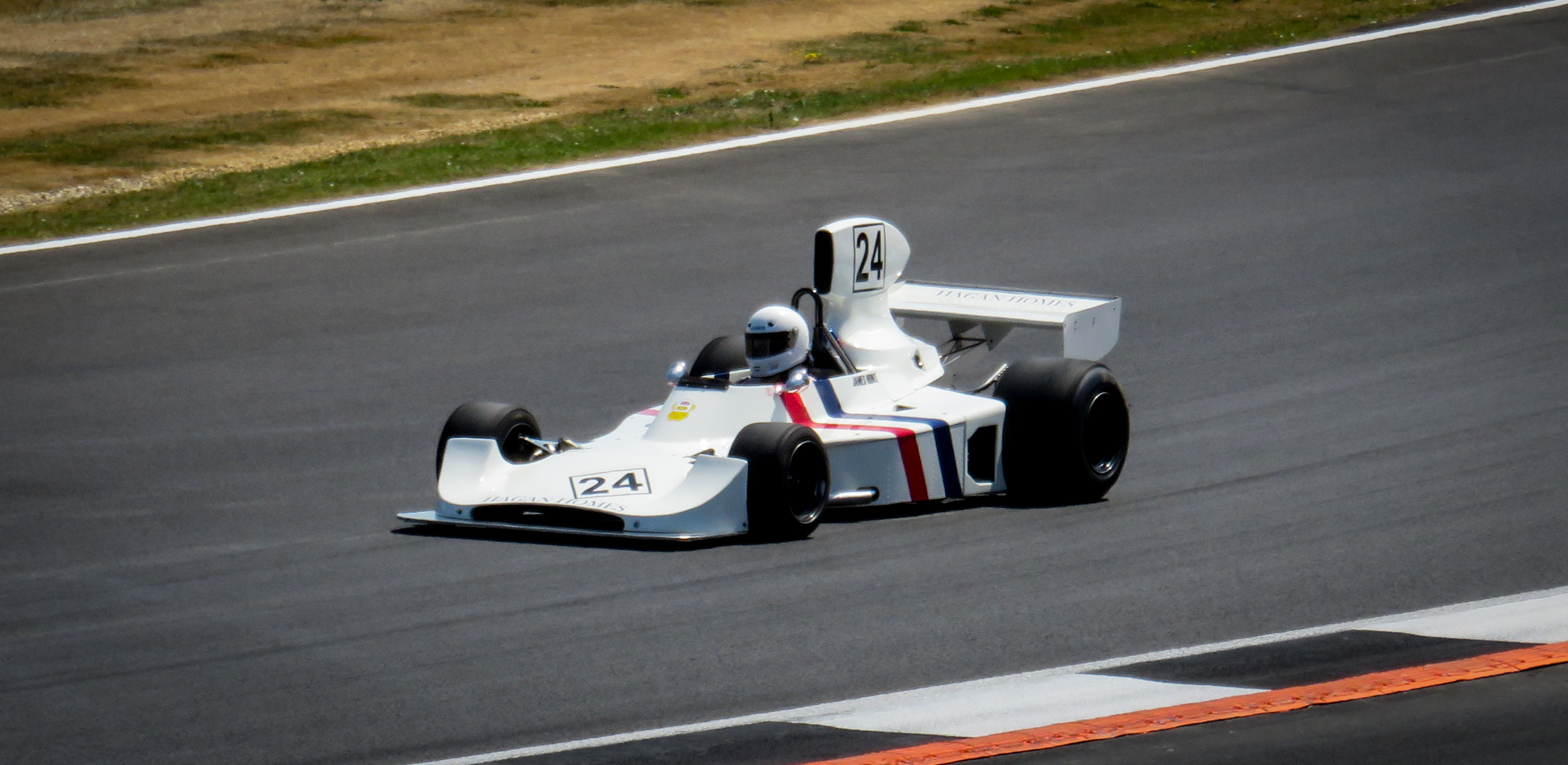
James Hunt Hesketh 308 Grande Prêmio da Inglaterra de 2018.

### 1973–1975: Hesketh
1973
Hesketh comprou um chassi March 731 e foi desenvolvido por Harvey Postlethwaite. A equipe inicialmente não foi levada a sério pelos rivais, que viam a equipe de Hesketh como festeiros aproveitando o glamour da Fórmula Um. No entanto, o Hesketh March provou ser muito mais competitivo do que os carros de março de trabalho, e seu melhor resultado foi o segundo lugar no Grande Prêmio dos Estados Unidos de 1973. Hunt também fez uma breve aventura nas corridas de carros esportivos no Kyalami Nine Hours de 1973, pilotando um Mirage M6 junto com Derek Bell, terminando em segundo. Após o final da temporada, Hunt foi premiado com o Troféu Campbell do RAC marcando seu desempenho na Fórmula 1 como o melhor por um piloto britânico.
1974
Para a temporada de 1974, a Hesketh Racing construiu um carro, inspirado no March, chamado Hesketh 308, mas um motor V12 que o acompanha nunca se materializou. O primeiro teste de Hunt com o carro foi em Silverstone e o encontrou mais estável do que seu predecessor, o March 731. Hunt foi mantido com um salário de £ 15 000. A equipe Hesketh capturou a imaginação do público como um carro sem as marcas dos patrocinadores, um distintivo de urso de pelúcia e um espírito de equipe que não quer que seja, que desmentia o fato de seus engenheiros serem profissionais altamente competentes. Na Argentina, Hunt se qualificou em quinto lugar e liderou brevemente antes de ser ultrapassado por Ronnie Peterson antes de Hunt sair da pista e eventualmente abandonar devido a uma falha no motor. Na África do Sul, Hunt abandonou a prova quando ocupava o quinto lugar com um eixo de transmissão quebrado. O destaque da temporada de Hunt foi uma vitória no Troféu Internacional BRDC em Silverstone, corrida que não contava pontos para o campeonato, contra a maioria do field regular da F1.

#### 1975
Hunt terminou em sexto no Brasil e abandonou com uma falha de motor na África do Sul. Na Espanha, Hunt liderou as primeiras seis voltas antes de colidir com uma barreira pela mesma causa de abandono em Mônaco. Ele teve mais dois abandonos na Bélgica e na Suécia, ambas devido a falhas mecânicas. A primeira vitória de Hunt veio no Grande Prêmio da Holanda de 1975 em Zandvoort. Ele terminou em quarto lugar no campeonato daquele ano, mas Lord Hesketh ficou sem fundos e não conseguiu encontrar um patrocinador para sua equipe. Com pouco tempo antes de temporada de 1976, Hunt estava procurando desesperadamente por uma unidade até que Emerson Fittipaldi deixou a McLaren e se juntou a equipe Copersucar-Fittipaldi de seu irmão. Sem outros pilotos importantes disponíveis, a gerência da equipe contratou Hunt para a McLaren - em um acordo intermediado por John Hogan da Marlboro - para a próxima temporada com um contrato de $ 200 000.

### 1976–1978: McLaren

#### 1976
A temporada provou ser uma das mais dramáticas e polêmicas já registradas. Embora as atuações de Hunt no Hesketh tenham recebido elogios consideráveis, houve algumas especulações sobre se ele realmente conseguiria suportar um desafio de campeonato. Agora um piloto profissional da McLaren, ele dissipou muitas dúvidas na primeira corrida no Brasil, onde, em um McLaren M23 reconstruído às pressas, ele conseguiu a pole position nos últimos minutos da qualificação. Ao longo do ano, ele levou o McLaren M23 a seis vitórias em Grandes Prêmios, mas com confiabilidade superior, o atual campeão mundial e principal rival Niki Lauda conseguiu uma vantagem de pontos substancial nas primeiras corridas da temporada. A primeira vitória de Hunt em 1976, na quarta corrida da temporada, o Grande Prêmio da Espanha, resultou na desqualificação por dirigir um carro considerado como tendo 1,8 cm de largura. A vitória foi restabelecida mais tarde mediante recurso, mas deu o tom para uma temporada extraordinariamente volátil. No Grande Prêmio da Inglaterra, Hunt se envolveu em um incidente na primeira curva na primeira volta com Lauda, que fez com que a corrida fosse interrompida e reiniciada. Hunt inicialmente tentou levar um carro sobressalente, mas isso não foi permitido, e durante esse tempo o carro de corrida original foi consertado, eventualmente vencendo a corrida reiniciada. A vitória de Hunt foi anulada em 24 de setembro por uma decisão da FIA depois que a Ferrari reclamou que Hunt não tinha permissão legal para reiniciar a corrida.
Lauda sofreu lesões quase fatais em um acidente na rodada seguinte, o Grande Prêmio da Alemanha em Nürburgring. Hunt dominou a corrida reiniciada de Nürburgring, construindo uma vantagem imediata e permanecendo incontestável para a bandeira quadriculada.
As lesões de Lauda o mantiveram fora das duas corridas seguintes, permitindo que Hunt diminuísse a lacuna na busca pelo campeonato. Em Zandvoort, Hunt ultrapassa Ronnie Peterson na 12ª volta e resiste à pressão de John Watson para vencer. No Grande Prêmio da Itália, a grande história foi o retorno milagroso de Lauda de seu acidente em Nürburgring. Em um circuito que deveria ser adequado para o carro de Hunt, o combustível Texaco que a McLaren estava usando foi testado e, embora aparentemente legal, seus carros e os da equipe Penske, foram considerados como contendo um nível de octanagem mais alto do que o permitido. Posteriormente, ambas as equipes foram forçadas a partir da retaguarda do grid. Enquanto tentava subir no campo, Hunt girou, enquanto o retorno de Lauda terminou em quarto. Na rodada seguinte, no Canadá, Hunt descobriu que havia sido desclassificado do Grande Prêmio da Inglaterra e que Lauda havia conquistado a vitória e, portanto, recebeu três pontos adicionais. Um furioso Hunt fez uma corrida muito difícil no desafiador circuito de Mosport Park e venceu. E na penúltima rodada nos Estados Unidos na assustadora pista de Watkins Glen, Hunt largou da pole e conquistou a vitória após uma batalha acirrada com Jody Scheckter. Isso preparou o terreno para a rodada final no Japão. O ataque de Hunt no final da temporada o colocou a apenas três pontos de Lauda. A escala móvel de pontos para os seis primeiros colocados significava que Hunt precisava terminar em terceiro (4 pontos) ou melhor para ultrapassar Lauda no campeonato. Lauda precisava ganhar dois pontos a menos que Hunt, ou melhor, para se manter à frente. Alastair Caldwell, gerente da equipe McLaren havia aproveitado a lacuna entre as duas últimas corridas para alugar o circuito de Fuji - uma pista que hospeda seu primeiro Grande Prêmio e, portanto, desconhecida de todas as equipes - para um teste exclusivo da McLaren. Depois de algumas voltas a caixa de câmbio travou, encerrando prematuramente o teste, mas a equipe teve a vantagem de se aclimatar ao novo circuito. As condições para a corrida em si foram torrencialmente úmidas. Lauda abandonou no início da corrida, incapaz de piscar devido às queimaduras faciais do acidente na Alemanha. Depois de liderar a maior parte da corrida, Hunt sofreu um furo, então teve um pitstop atrasado e finalmente recebeu sinais mistos de sua equipe. Mas ele conseguiu terminar em terceiro lugar, marcando quatro pontos, o suficiente para vencer o Mundial por um ponto. Hunt foi o último campeão britânico de Fórmula 1 até Nigel Mansell vencer o campeonato de 1992 pela Williams. Ele foi, relativamente, um dos campeões mundiais de F1 mais baratos de todos os tempos, tendo assinado no último minuto por $ 200 000 - um cenário semelhante ao do campeão de 1982 Keke Rosberg.

1977
Antes do início de 1977, Hunt participou de um evento de gala no Europa Hotel em Londres, onde recebeu o Troféu Tarmac, junto com dois cheques, por £ 2 000 e £ 500, respectivamente, uma garrafa de champanhe e outros prêmios. A apresentação foi feita pelo Duque de Kent. Hunt fez um discurso de aceitação após o evento que foi considerado "adequadamente gracioso e glamoroso". A mídia criticou Hunt quando ele compareceu ao evento vestindo jeans, camiseta e um blusão decrépito.
Antes do Grande Prêmio da África do Sul, Hunt foi confrontado por funcionários da alfândega que revistaram sua bagagem, sem encontrar nenhuma substância ilegal, exceto uma publicação que infringia as rígidas leis de obscenidade da África do Sul. Hunt foi mais tarde liberado e testado em Kyalami, onde seu McLaren M26 sofreu uma pinça de freio solta que abriu um buraco em um dos pneus. Ele se recuperou e colocou o carro na pole position. Durante a corrida, Hunt sofreu uma colisão com Jody Schekter da equipe Wolf e outra com a Tyrrell de Patrick Depailler, mas ele ainda conseguiu terminar em quarto.
A temporada não começou bem para Hunt. O McLaren M26 foi problemático no início da temporada, durante a qual Niki Lauda, Mario Andretti e Jody Scheckter assumiram uma liderança considerável no Campeonato de Pilotos. No final do ano, Hunt e o McLaren M26 eram mais rápidos do que qualquer combinação rival, exceto Mario Andretti e o Lotus 78. Hunt venceu em Silverstone depois de ficar atrás do Brabham de John Watson por 25 voltas. Ele então obteve uma nova vitória em Watkins Glen. No Grande Prêmio do Canadá, Hunt abandonou após uma colisão com o companheiro de equipe Jochen Masse foi multado em $ 2 000 por agredir um policial e em $ 750 por voltar a pé ao pit lane de "maneira insegura". Em Fuji, Hunt ganhou a corrida, mas não compareceu à cerimônia do pódio resultando em uma multa de $ 20 000. Ele terminou em quinto lugar no Campeonato Mundial de Pilotos.
1978
Antes da temporada de 1978, Hunt tinha grandes esperanças de ganhar um segundo campeonato mundial; no entanto, nesta temporada ele marcou apenas oito pontos no campeonato mundial. A Lotus desenvolveu uma aerodinâmica de efeito de solo eficaz com seu carro Lotus 79 e a McLaren demorou a responder. O M26 foi revisado como um carro de efeito solo no meio da temporada, mas não funcionou e, sem um piloto de testes para resolver os problemas do carro, a motivação de Hunt era baixa. Seu inexperiente novo companheiro de equipe Patrick Tambay até mesmo superou Hunt em uma corrida. Na Alemanha, Hunt foi desclassificado por pegar um atalho para permitir a troca de pneus.
Hunt também foi muito afetado pela queda fatal de Ronnie Peterson no Grande Prêmio da Itália de 1978. No início da corrida houve um grande acidente na primeira curva. O Lótus de Peterson foi empurrado contra as barreiras e explodiu em chamas. Hunt, junto com Patrick Depailler e Clay Regazzoni, resgatou Peterson do carro, mas Peterson morreu um dia depois no hospital. Hunt levou a morte do amigo de maneira particularmente difícil e durante anos depois culpou Riccardo Patrese pelo acidente. As evidências em vídeo do acidente mostraram que Patrese não tocou nos carros de Hunt ou Peterson, nem fez com que nenhum outro carro o fizesse. Hunt acreditava que foi a passagem forçada de Patrese que fez com que a McLaren e a Lotus se tocassem, mas Patrese argumenta que já estava bem à frente da dupla antes do acidente acontecer.

### 1979: Walter Wolf Racing
Para 1979, Hunt decidiu deixar a equipe McLaren. Apesar de sua má temporada em 1978, ele ainda era muito procurado. Ele foi oferecido um acordo para dirigir pela Ferrari em 1979, mas cauteloso com o ambiente político potencialmente complicado na equipe italiana, ele optou por se mudar para a equipe inicialmente muito bem-sucedida Walter Wolf Racing. Mais uma vez, ele tinha grandes esperanças de vencer corridas e competir pelo campeonato mundial no que seria sua última e, em última análise, breve temporada de Fórmula Um. O carro de efeito de solo da equipe não era competitivo e Hunt logo perdeu o entusiasmo pelas corridas. Hunt só pôde assistir enquanto Jody Scheckter venceu o Campeonato Mundial de Pilotos naquele ano dirigindo a Ferrari 312T4.
Na primeira corrida na Argentina, ele sentiu que o carro estava difícil de manobrar e em uma volta rápida, a asa dianteira se soltou batendo em seu capacete. Na corrida, Hunt abandonou devido a uma falha elétrica. No Brasil, ele abandonou na volta 6 devido à instabilidade na frenagem causada por uma cremalheira de direção solta. Durante a qualificação na África do Sul, os freios de seu carro falharam. Ele não conseguiu colidir com a parede, mas acabou apenas em 8º lugar na corrida. Ele abandonou o Grande Prêmio da Espanha após 26 voltas. Em Zolder, um novo Wolf WR8 foi executado, mas Hunt bateu em uma barreira com força suficiente para voltar para a pista. Depois de não conseguir terminar o Grande Prêmio de Mônaco de 1979, corrida em que seis anos antes havia feito sua estreia, Hunt fez uma declaração em 8 de junho de 1979 à imprensa anunciando sua aposentadoria imediata das competições de F1, citando sua situação no campeonato, e foi substituído pelo futuro campeão mundial Keke Rosberg. Apesar de aposentado, ele continuou a trabalhar para promover seus patrocinadores pessoais Marlboro e Olympus.

## Carreira posterior (1979–1993)

### Carreira de comentários
Logo após a aposentadoria, em 1979, Hunt foi abordado por Jonathan Martin, o chefe do esporte televisivo da BBC, para se tornar um comentarista de televisão ao lado de Murray Walker no Grand Prix do programa de corrida de Fórmula 1 da BBC 2. Depois de um comentário como convidado no Grande Prêmio da Inglaterra de 1979, Hunt aceitou a posição e continuou por treze anos até sua morte. Durante sua primeira transmissão ao vivo no Grande Prêmio de Mônaco de 1980, Hunt colocou sua perna engessada no colo de Walker e bebeu duas garrafas de vinho durante a transmissão. Hunt regularmente entrava no estande minutos antes do início de uma corrida, o que preocupava Martin, que acreditava que Hunt era "um cara que vivia com adrenalina".
Na cabine de comentários, os produtores forneceram apenas um microfone para Walker e Hunt, para evitar que conversassem. Em uma ocasião, Hunt queria o microfone e foi até Walker, que continuou por mais tempo do que o esperado, e o agarrou pelo colarinho, com Walker com o punho perto de Hunt. Em outra ocasião, Hunt agarrou o cabo do microfone e o quebrou como um chicote, o que arrancou o microfone da mão de Walker. Seus insights e senso de humor seco lhe trouxeram uma nova base de fãs. Ele muitas vezes criticou duramente os motoristas que achava que não estavam se esforçando o suficiente - durante a transmissão ao vivo da BBC do Grande Prêmio de Mônaco de 1989, ele descreveu os comentários de René Arnoux de que os carros não turbo não combinavam com as habilidades de direção do francês como " Ele também tinha a reputação de se manifestar contra os defensores que atacavam os líderes das corridas.
Além de Arnoux, os outros alvos frequentes de Hunt incluíam Andrea de Cesaris, Philippe Alliot, Jean-Pierre Jarier e Riccardo Patrese. Hunt criticou Jean-Pierre Jarier por bloquear líderes, chamando-o de "ignorante de porco", um "wally francês" e tendo uma "idade mental de dez" durante as transmissões ao vivo. Hunt sugeriu ainda que Jarier deveria ser banido das corridas "por ser ele mesmo".
Hunt não queria que seus comentários fossem transmitidos na África do Sul durante os anos do apartheid, mas quando não conseguiu impedir que isso acontecesse, deu seus honorários a grupos liderados por negros que trabalhavam para derrubar o apartheid.
Hunt também comentou sobre as corridas de Grande Prêmio em colunas de jornais publicadas no The Independent e em outros lugares, e em revistas.

### Tentativa de retorno
Em 1980, Hunt quase fez um retorno com a McLaren no Grande Prêmio dos Estados Unidos do Oeste, pedindo $ 1 milhão pela corrida. Esta oportunidade surgiu quando o piloto regular Alain Prost quebrou o pulso durante os treinos da rodada anterior na África do Sul, e o novato francês não estava totalmente apto para dirigir em Long Beach. O principal patrocinador da equipe, Marlboro, ofereceu metade do valor, mas as negociações terminaram depois que Hunt quebrou a perna enquanto esquiava. Em 1982 Bernie Ecclestone, dono da equipe Brabham, ofereceu a Hunt um salário de £ 2,6 milhões para a temporada, mas foi rejeitado por Hunt. Em 1990, Hunt estava com problemas financeiros com a perda de £ 180 000 investindo no Lloyd's de Londres e considerado um retorno com a equipe Williams. Ele havia testado no Circuito Paul Ricard alguns meses antes de testar carros modernos e estava vários segundos fora do ritmo e acreditava que estaria fisicamente preparado. Hunt tentou persuadir John Hogan, vice-presidente de marketing da Philip Morris Europe,  a apoiar o possível retorno, e apresentou-lhe o extrato bancário como prova de estar endividado.

### Outros projetos
Hunt fez uma breve aparição na comédia pastelão muda britânica de 1979, The Plank, e também coestrelou com Fred Emney em um anúncio de TV da Texaco Havoline. Ele também fez uma aparição póstuma no programa Police Camera Action da ITV ! Crash Test Racers especiais em 2000; esta foi uma das muitas entrevistas que foram ao ar postumamente. Hunt também competiu em uma corrida de exibição para marcar a abertura do novo Nürburgring em maio de 1984. Apesar de não ter licença para dirigir uma motocicleta, ele aceitou, em vez de sua taxa normal, a então nova partida elétrica de 1980 Triumph Bonneville ele tinha contratado para anunciar em nome do lutador da Cooperativa de trabalhadores de motocicletas Triumph. Com alegria jornalística, apareceu no lançamento da imprensa com o pé engessado. Hunt foi contratado por John Hogan como conselheiro e tutor de pilotos patrocinados pela Marlboro, instruindo-os nas táticas de direção e na abordagem da corrida. Mika Häkkinen e Hunt conversaram não apenas sobre corridas, mas também sobre a vida em geral.

## Vida pessoal

### Vida pessoal e relacionamentos
No início de suas carreiras, Hunt e Niki Lauda eram amigos fora das pistas. Lauda ocasionalmente ficava no apartamento de Hunt quando ele não tinha onde dormir durante a noite. Em sua autobiografia To Hell and Back, Lauda descreveu Hunt como um "amigo aberto e honesto com Deus". Lauda admirou a explosão de velocidade de Hunt, enquanto Hunt admirou a capacidade de análise e rigor de Lauda. Na primavera de 1974, Hunt mudou-se para a Espanha a conselho do International Management Group. Enquanto vivia lá como exilado fiscal, Hunt era vizinho de Jody Scheckter, e eles também se tornaram bons amigos, com Hunt dando a Scheckter o apelido de Fletcher em homenagem ao pássaro propenso a acidentes no livro Jonathan Livingston Seagull. Outro amigo próximo era Ronnie Peterson. Peterson era um homem quieto e tímido, enquanto Hunt era o oposto, mas suas personalidades contrastantes os deixavam muito próximos da pista. Foi Hunt quem descobriu Gilles Villeneuve, que conheceu depois de ter sido espancado por ele em uma corrida da Fórmula Atlântica em 1976. Hunt então providenciou para que o jovem canadense fizesse sua estreia em Grand Prix com a McLaren em 1977.
Hunt teve um relacionamento com Taormina Rieck (conhecida como Ping por seus amigos) desde os 15 anos de idade. Rieck se separou de Hunt em maio de 1971, o que fez com que Hunt não visse sua família ou amigos por longos períodos de tempo. Hunt conheceu sua primeira esposa, Suzy Miller, em 1974 na Espanha. Poucas semanas depois de seu primeiro encontro, ele propôs. O casal se casou em 18 de outubro de 1974 no Oratório de Brompton em Knightsbridge. No final de 1975, Suzy trocou Hunt pelo ator Richard Burton.
Em 1982, Hunt mudou-se para Wimbledon. Em setembro daquele ano, ele conheceu sua segunda esposa, Sarah Lomax, enquanto ela estava de férias na Espanha com amigos. Hunt começou a namorar Lomax quando ela voltou para a Grã-Bretanha, e eles namoraram durante o inverno. Hunt e Lomax se casaram em 17 de dezembro de 1983 em Marlborough, Wiltshire. Hunt chegou atrasado para a cerimônia, com o processo atrasado ainda mais quando seu irmão Peter foi a uma loja para comprar uma gravata para ele. O casamento resultou em dois filhos, Tom e Freddie, o último dos quais também é piloto de corridas.
Em uma visita a Doncaster, Hunt foi preso por um ataque, que foi testemunhado por dois policiais, e foi libertado sob fiança após duas horas, com as acusações contra ele sendo posteriormente retiradas. Hunt e Lomax se separaram em outubro de 1988, mas continuaram a viver juntos para o melhor interesse de seus filhos. Eles se divorciaram em novembro de 1989 por motivo de adultério cometido por Hunt.
Hunt conheceu Helen Dyson no inverno de 1989 em um restaurante em Wimbledon, onde ela trabalhava como garçonete. Dyson era 18 anos mais nova que Hunt e se preocupava com as reações de seus pais a ele. Hunt manteve o relacionamento em segredo dos amigos. O relacionamento trouxe uma nova felicidade à vida de Hunt, entre outros fatores que incluíam sua saúde limpa, sua bicicleta, sua maneira casual de vestir-se, seus dois filhos e sua van Austin A35. Um dia antes de morrer, Hunt pediu Dyson em casamento por telefone.

## Morte
Hunt morreu durante o sono na manhã de 15 de junho de 1993, de ataque cardíaco em sua casa em Wimbledon. Ele tinha 45 anos.
Em seu funeral, os carregadores incluíram seu pai Wallis, seus irmãos Tim, Peter e David, e seu amigo Anthony 'Bubbles' Horsley. Eles carregaram o caixão para fora da igreja e para o carro fúnebre, que dirigiu três quilômetros até o crematório Putney Vale, onde foi cremado. Após o serviço religioso, a maioria dos enlutados foi à casa de Peter Hunt para abrir um clarete de 1922, o ano do nascimento de Wallis Hunt. O clarete foi dado a ele por James em seu 60º aniversário em 1982.

## Legado
Hunt era conhecido como um piloto rápido com um estilo de direção agressivo e alegre, mas sujeito a acidentes espetaculares, daí seu apelido de Hunt the Shunt. Na realidade, embora Hunt não fosse necessariamente mais sujeito a acidentes do que seus rivais nas fórmulas mais baixas, a rima pegou e permaneceu com ele. No livro James Hunt: The Biography, John Hogan disse de Hunt: "James foi o único piloto que eu já vi que tinha uma vaga ideia sobre o que realmente é necessário para ser um piloto de corrida."  Niki Lauda afirmou que "Éramos grandes rivais, especialmente no final da temporada [de 1976], mas eu o respeitava porque você podia dirigir ao lado dele - 2 centímetros, roda por roda, por 300 quilômetros ou mais - e nada aconteceria. Ele era um verdadeiro piloto de ponta na época. "
Depois de vencer o campeonato mundial em 1976, Hunt inspirou muitos adolescentes a entrarem no automobilismo, e ele foi contratado pela Marlboro para dar orientação e apoio aos futuros pilotos nas fórmulas mais baixas. No início de 2007, o piloto de Fórmula 1 e campeão mundial de 2007 Kimi Räikkönen participou e venceu uma corrida de snowmobile em sua Finlândia natal com o nome de James Hunt. Raikkonen abertamente admirou o estilo de vida dos pilotos de carros de corrida dos anos 1970, como Hunt. O nome de Hunt foi emprestado ao James Hunt Racing Center em Milton Keynes quando foi inaugurado em 1990.
Uma Celebração da Vida de James Hunt foi realizada em 29 de setembro de 1993 na Igreja de St James, Piccadilly. O serviço foi assistido por 600 pessoas e conduzido pelo reverendo Andrew Studdert-Kennedy. O serviço incluiu leituras de Wallis e Sue Hunt do capítulo 3 do Livro de Eclesiastes, e a irmã de Hunt, Sally Jones, leu o poema 'Jim' de Hilaire Belloc. Innes Ireland leu o poema ' If ' de Rudyard Kipling e Helen Dyson leu o Salmo 84. Nigel Davison, Diretor de Música e Mestre encarregado de dirigir o Wellington College, prefaciou a segunda leitura. Em 29 de janeiro de 2014, James Hunt foi introduzido no Motor Sport Hall of Fame.

## Capacete
O capacete de Hunt apresentava seu nome em letras em negrito junto com listras azuis, amarelas e vermelhas em ambos os lados e espaço para o patrocinador Goodyear, tudo decorado em um fundo preto. Além disso, as faixas azuis, amarelas e vermelhas se assemelham às cores de sua escola no Wellington College. Durante seu ano de retorno à Fórmula 1 em 2012, o campeão mundial de 2007 Kimi Räikkönen exibiu um capacete pintado de James Hunt durante o Grande Prêmio de Mônaco. Raikkonen repetiu a homenagem no Grande Prêmio de Mônaco de 2013.

## Na cultura popular
A batalha de F1 de 1976 entre Niki Lauda e James Hunt foi dramatizada no filme Rush de 2013, no qual Hunt foi interpretado por Chris Hemsworth. No filme, Lauda disse sobre a morte de Hunt: "Quando soube que ele havia morrido aos 45 anos de ataque cardíaco, não fiquei surpreso, só fiquei triste". Ele também disse que Hunt era uma das poucas pessoas de quem ele gostava, uma das poucas de um número menor de pessoas que ele respeitava e o único que ele invejou.

## Recorde de corrida

### Resumo da carreira
| Temporada | Series                                  | Equipe                          | Corridas | Vitórias | Poloneses | F / voltas | Pódios | Pontos | Posição |
| --------- | --------------------------------------- | ------------------------------- | -------- | -------- | --------- | ---------- | ------ | ------ | ------- |
| 1972      | Fórmula 2 Europeia                      | Hesketh Racing                  | 3        | 0        | 0         | 0          | 0      | 5      | Dia 17  |
| 1973      | Fórmula Um                              | Hesketh Racing                  | 7        | 0        | 0         | 1          | 2      | 14     | 8º      |
| 1973      | Fórmula 2 Europeia                      | Hesketh Racing                  | 3        | 0        | 0         | 0          | 0      | 0      | NC      |
| 1974      | Fórmula Um                              | Hesketh Racing                  | 15       | 0        | 0         | 0          | 3      | 15     | 8º      |
| 1974      | Campeonato SCCA / USAC de Fórmula 5000  | Francisco Mir Racing            | 3        | 0        | 0         | 0          | 0      | 15     | 11º     |
| 1974      | Campeonato Mundial de Carros Esportivos | John Wyer Engenharia automotiva | 1        | 0        | 0         | 0          | 0      | 0      | NC      |
| 1975      | Fórmula Um                              | Hesketh Racing                  | 14       | 1        | 0         | 1          | 4      | 33     | 4º      |
| 1976      | Fórmula Um                              | Marlboro Team McLaren           | 16       | 6        | 8         | 2          | 8      | 69     | 1ª      |
| 1977      | Fórmula Um                              | Marlboro Team McLaren           | 17       | 3        | 6         | 3          | 5      | 40     | 5 ª     |
| 1978      | Fórmula Um                              | Marlboro Team McLaren           | 16       | 0        | 0         | 0          | 1      | 8      | 13º     |
| 1979      | Fórmula Um                              | Olympus Cameras Wolf Racing     | 7        | 0        | 0         | 0          | 0      | 0      | NC      |

## Resultados fora do campeonato da Fórmula 1
( tecla ) (Corridas em negrito indicam a pole position) (Corridas em itálico indicam volta mais rápida)
| Ano  | Participante          | Chassis      | Motor   | 1       | 2      | 3     |
| ---- | --------------------- | ------------ | ------- | ------- | ------ | ----- |
| 1973 | Hesketh Racing        | Surtees TS9  | Ford V8 | ROC 3   | INT    |       |
| 1974 | Hesketh Racing        | Março de 731 | Ford V8 | PRE Ret |        |       |
| 1974 | Hesketh Racing        | Hesketh 308  | Ford V8 |         | ROCRet | INT1  |
| 1975 | Hesketh Racing        | Hesketh 308  | Ford V8 | ROC     | INTRet | SUI 7 |
| 1976 | Marlboro Team McLaren | McLaren M23  | Ford V8 | ROC1    | INT1   |       |
| 1977 | Marlboro Team McLaren | McLaren M23  | Ford V8 | ROC1    |        |       |
| 1978 | Marlboro Team McLaren | McLaren M26  | Ford V8 | INT Ret |        |       |
| 1979 | Wolf Racing           | Wolf WR8     | Ford V8 | ROC     | GNM 2  | DIN   |

## Resultados de James Hunt na Fórmula 1
(Legenda: Corridas em negrito indica pole position; corridas em itálico indica volta mais rápida.)
| Ano  | Equipe                      | Chassis      | Motor                | 1       | 2       | 3       | 4       | 5       | 6       | 7       | 8       | 9       | 10      | 11      | 12      | 13      | 14      | 15     | 16      | 17     | Pontos | Posição  |
| ---- | --------------------------- | ------------ | -------------------- | ------- | ------- | ------- | ------- | ------- | ------- | ------- | ------- | ------- | ------- | ------- | ------- | ------- | ------- | ------ | ------- | ------ | ------ | -------- |
| 1979 | Olympus Cameras Wolf Racing | Wolf WR7     | Ford Cosworth DFV V8 | ARG Ret | BRA Ret | AFS 8º  |         | ESP Ret |         | MON Ret |         |         |         |         |         |         |         |        |         |        | 0      | NC (27º) |
| 1979 | Olympus Cameras Wolf Racing | Wolf WR8     | Ford Cosworth DFV V8 |         |         |         | USW Ret |         | BEL Ret |         |         |         |         |         |         |         |         |        |         |        | 0      | NC (27º) |
| 1978 | Marlboro McLaren            | McLaren M26  | Ford Cosworth DFV V8 | ARG 4º  | BRA Ret | AFS Ret | USW Ret | MON Ret | BEL Ret | ESP 6º  | SUE 8º  | FRA 3º  | GBR Ret | ALE DSQ | AUT Ret | HOL 10º | ITA Ret | USE 7º | CAN Ret |        | 8      | 13º      |
| 1977 | Marlboro McLaren            | McLaren M23  | Ford Cosworth DFV V8 | ARG Ret | BRA 2º  | AFS 4º  | USW 7º  |         | MON Ret |         |         |         |         |         |         |         |         |        |         |        | 40     | 5º       |
| 1977 | Marlboro McLaren            | McLaren M26  | Ford Cosworth DFV V8 |         |         |         |         | ESP Ret |         | BEL 7º  | SUE 12º | FRA 3º  | GBR 1º  | ALE Ret | AUT Ret | HOL Ret | ITA Ret | USE 1º | CAN Ret | JAP 1º | 40     | 5º       |
| 1976 | Marlboro McLaren            | McLaren M23  | Ford Cosworth DFV V8 | BRA Ret | AFS 2º  | USW Ret | ESP 1º  | BEL Ret | MON Ret | SUE 5º  | FRA 1º  | ING DSQ | ALE 1º  | AUT 4º  | HOL 1º  | ITA Ret | CAN 1º  | USE 1º | JAP 3º  |        | 69     | 1º       |
| 1975 | Hesketh Racing              | Hesketh 308  | Ford Cosworth DFV V8 | ARG 2º  | BRA 6º  | AFS Ret | ESP Ret | MON Ret | BEL Ret | SUE Ret | HOL 1º  | FRA 2º  | GBR 4º  | ALE Ret | AUT 2º1 |         |         |        |         |        | 33     | 4º       |
| 1975 | Hesketh Racing              | Hesketh 308C | Ford Cosworth DFV V8 |         |         |         |         |         |         |         |         |         |         |         |         | ITA 5º  | EUA 4º  |        |         |        | 33     | 4º       |
| 1974 | Hesketh Racing              | March 731    | Ford Cosworth DFV V8 | ARG Ret | BRA 9º  |         |         |         |         |         |         |         |         |         |         |         |         |        |         |        | 15     | 8º       |
| 1974 | Hesketh Racing              | Hesketh 308  | Ford Cosworth DFV V8 |         |         | AFS Ret | ESP 10º |         |         |         |         |         |         |         |         |         |         |        |         |        | 15     | 8º       |
| 1974 | Hesketh Racing              | Hesketh 308  | Ford Cosworth DFV V8 |         |         |         |         | BEL Ret | MON Ret | SUE 3º  | HOL Ret | FRA Ret | GBR Ret | ALE Ret | AUT 3º  | ITA Ret | CAN 4º  | EUA 3º |         |        | 15     | 8º       |
| 1973 | Hesketh Racing              | March 731    | Ford Cosworth DFV V8 |         |         |         |         |         | MON 9º  |         | FRA 6º  | GBR 4º  | HOL 3º  |         | AUT Ret | ITA DNS | CAN 7º  | EUA 2º |         |        | 14     | 8º       |

* Hunt foi inicialmente desclassificado devido a um carro "ilegal", mas posteriormente reintegrado.
- ↑1  Foi atribuído metade dos pontos, porque o número de voltas não alcançou 75% de sua distância percorrida.